# طوقانينات
الطوقانينات (الاسم العلمي: Ramphastoidea) هو فيلق من الطيور يتبع رتيبة الطيور النقارة من رتبة نقاريات الشكل.

## فصائل
- الطوقانية
- البربيتية